# Tom Taylor
Tom Taylor, född den 19 oktober 1817 i Bishopwearmouth, död den 12 juli 1880 i Battersea, London, var en engelsk dramatiker.
Taylor studerade med utmärkelse vid Glasgows och Cambridge universitet, var några år professor i engelska litteraturen vid University College i London, men blev 1845 advokat och 1850 sekreterare vid hälsovårdskollegiet. Han övertog 1874 redaktionen av Punch. Taylor författade ett hundratal teaterpjäser, bland vilka många var på sin tid synnerligen uppburna i England. Här kan nämnas Still water runs deep (1855), Our american cousin (1858), The contested election (1859) samt de historiska dramerna Joan of Arc  och Twixt axe and crown. Taylor var i flera år konstkritiker i Times.